# Minorités ethniques en Azerbaïdjan

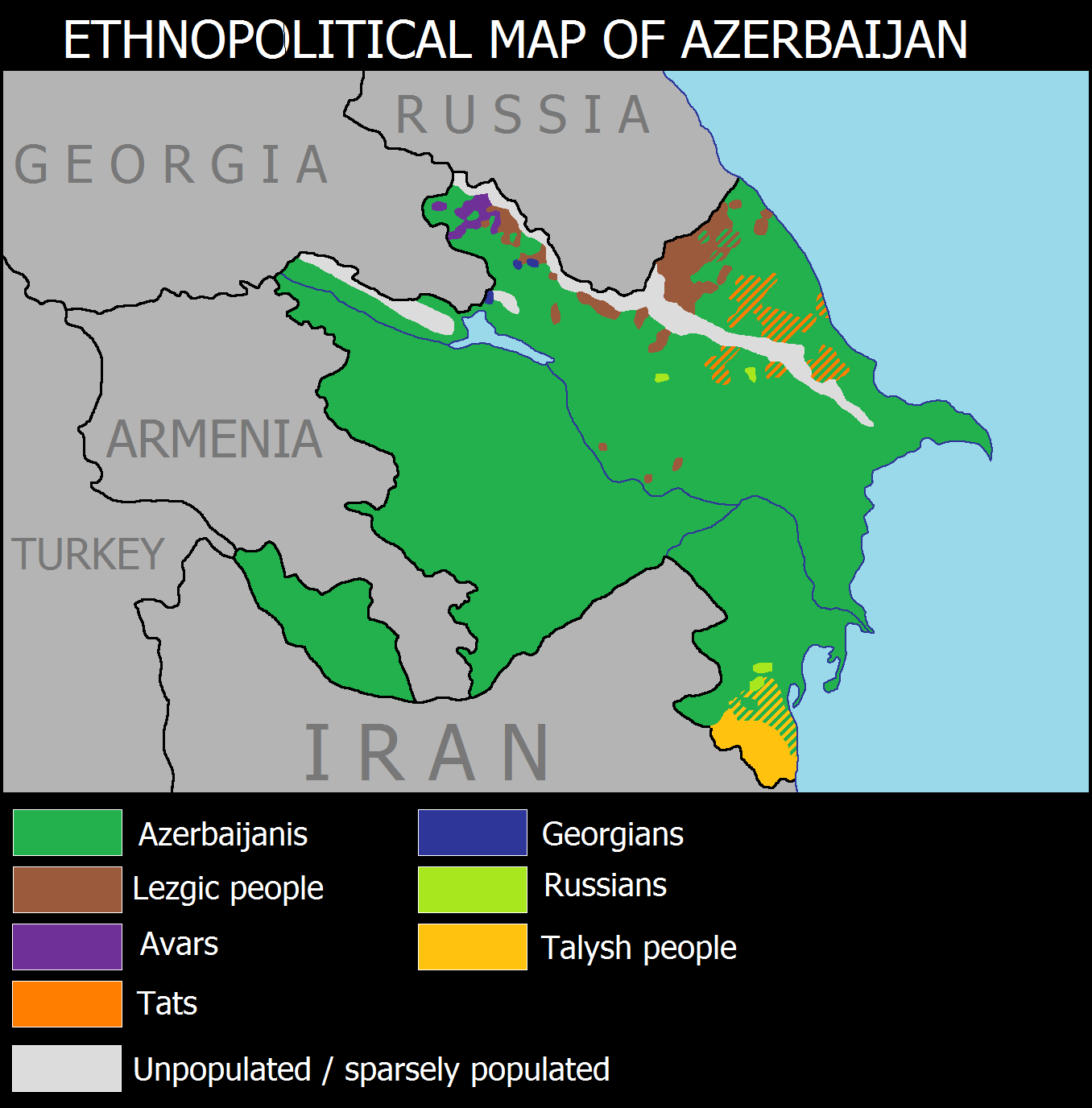
Ethnies d'Azerbaïdjan (2024, après l'effondrement de la République séparatiste du Haut-Karabagh et la fuite des Arméniens du Haut-Karabagh en 2023),

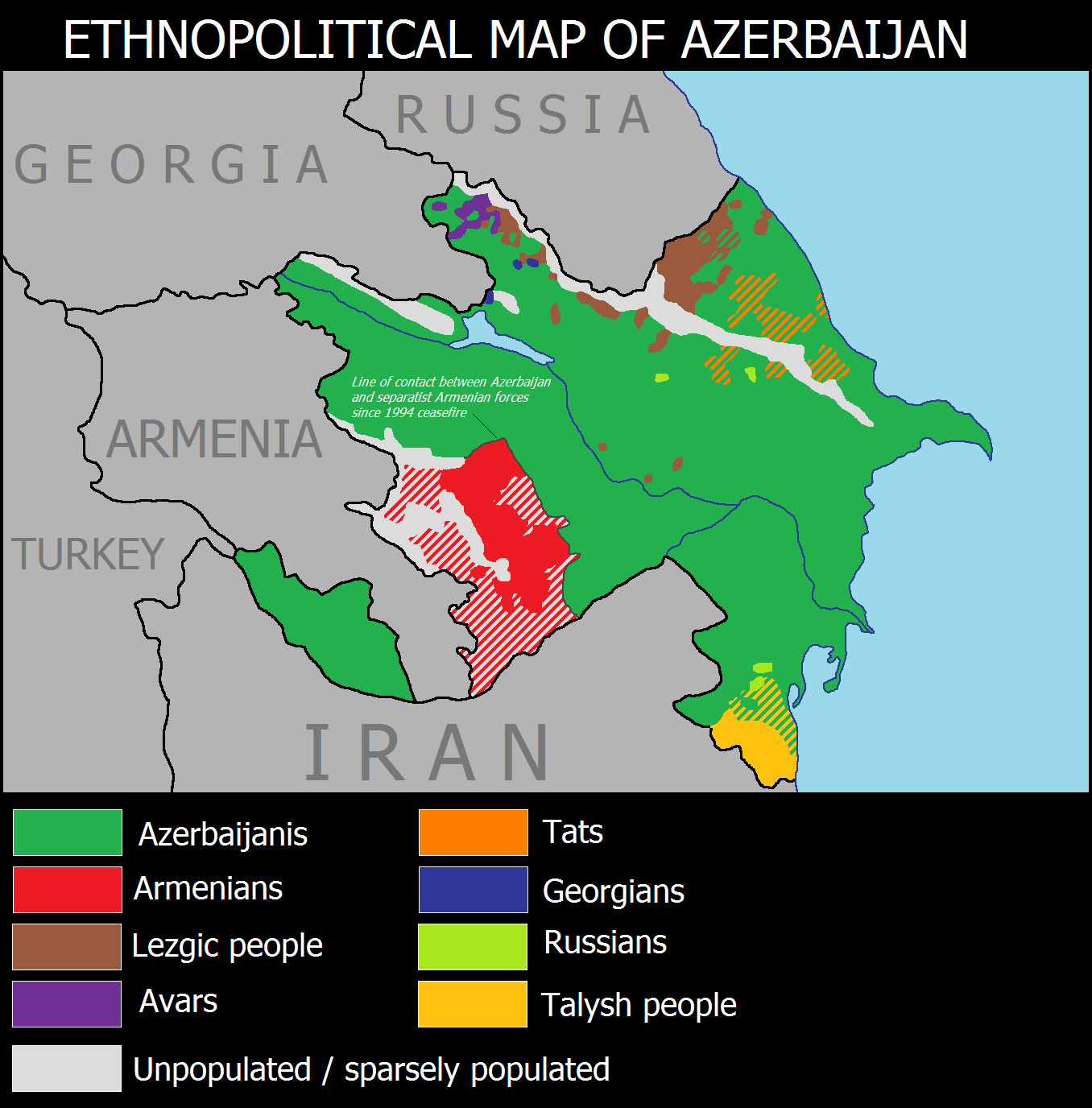
Ethnies d'Azerbaïdjan (1994-2020, après la Première guerre du Haut-Karabagh et avant la Deuxième guerre du Haut-Karabagh).

Selon le recensement de 2009, les minorités ethniques en Azerbaïdjan représentent 8,9 % de la population, dont les Lezguins, en sont le plus grand groupe minoritaire, représentant 2,0 % de la population. Les Russes (1,3 %), les Talych, Tats (Musulmans et Judéo-tats), les Avars, les Géorgiens, les Juifs et les Arméniens constituent pour leur part les 3,9 % restants,.
Alors que les Azerbaïdjanais formaient une majorité cohérente, il convient de noter que les tendances démographiques de l'Azerbaïdjan moderne ont changé avant même l'effondrement de l'Union soviétique et la guerre du Haut-Karabagh, qui ont conduit à l'exode de certaines minorités ethniques. Arméniens et Russes, et inversement, un afflux important de réfugiés azerbaïdjanais d'Arménie et des personnes déplacées internes azerbaïdjanaises du Haut-Karabagh et des territoires adjacents, donnant ainsi à l'Azerbaïdjan un caractère plus homogène.
| Population d'Azerbaïdjan selon le groupe ethnique 1926-2009, |                  |                  |                  |                  |                  |                  |                  |                  |                  |                  |                  |                  |                  |                  |                  |                  |  |
| Groupe ethnique                                              | Recensement 1926 | Recensement 1926 | Recensement 1939 | Recensement 1939 | Recensement 1959 | Recensement 1959 | Recensement 1970 | Recensement 1970 | Recensement 1979 | Recensement 1979 | Recensement 1989 | Recensement 1989 | Recensement 1999 | Recensement 1999 | Recensement 2009 | Recensement 2009 |  |
| Groupe ethnique                                              | Nombre           | %                | Nombre           | %                | Nombre           | %                | Nombre           | %                | Nombre           | %                | Nombre           | %                | Nombre           | %                | Nombre           | %                |  |
| Azerbaïdjanais                                               | 1 437 977        | 62,1             | 1 870 471        | 58,4             | 2 494 381        | 67,5             | 3 776 778        | 73,8             | 4 708 832        | 78,1             | 5 804 980        | 82,7             | 7 205 464        | 90,6             | 8 172 800        | 91,6             |  |
| Lezguis                                                      | 37 263           | 1,6              | 111 666          | 3,5              | 98 211           | 2,7              | 137 250          | 2,7              | 158 057          | 2,6              | 171 395          | 2,4              | 178 021          | 2,2              | 180 300          | 2,02             |  |
| Arméniens                                                    | 282 004          | 12,2             | 388 025          | 12,1             | 442 089          | 12,0             | 483 520          | 9,4              | 475 486          | 7,9              | 390 505          | 5,6              | 120 745          | 1,5              | 120 300          | 1,35             |  |
| Russes                                                       | 220 545          | 9,5              | 528 318          | 16,5             | 501 282          | 13,6             | 510 059          | 10,0             | 475 255          | 7,9              | 392 304          | 5,6              | 141 687          | 1,8              | 119 300          | 1,35             |  |
| Talych                                                       | 77 323           | 3,3              | 87 510           | 2,7              | 85               | 0,0              |                  |                  |                  |                  | 21 169           | 0,3              | 76 841           | 1,0              | 112 000          | 1,6              |  |
| Avars                                                        | 19 104           | 0,8              | 15 740           | 0,5              | 17 254           | 0,5              | 30 735           | 0,6              | 35 991           | 0,6              | 44 072           | 0,6              | 50 871           | 0,6              | 49 800           | 0,56             |  |
| Turcs                                                        | 95               | 0,0              | 600              | 0,0              | 202              | 0,0              | 8 491            | 0,2              | 7 926            | 0,1              | 17 705           | 0,3              | 43 454           | 0,5              | 38 000           | 0,43             |  |
| Tatars                                                       | 9 948            | 0,4              | 27 591           | 0,9              | 29 370           | 0,8              | 31 353           | 0,6              | 31 204           | 0,5              | 28 019           | 0,4              | 30 011           | 0,4              | 25 900           | 0,29             |  |
| Tat et Judéo-Tats                                            | 28 443           | 1,2              | 2 289            | 0,1              | 5 887            | 0,2              | 7 769            | 0,2              | 8 848            | 0,1              | 10 239           | 0,1              | 10 922           | 0,1              | 25 200           | 0,28             |  |
| Ukrainiens                                                   | 18 241           | 0,8              | 23 643           | 0,7              | 25 778           | 0,7              | 29 160           | 0,6              | 26 402           | 0,4              | 32 345           | 0,5              | 28 984           | 0,4              | 21 500           | 0,24             |  |
| Tsakhurs                                                     | 15 552           | 0,7              | 6 464            | 0,2              | 2 876            | 0,1              | 6 208            | 0,1              | 8 546            | 0,1              | 13 318           | 0,2              | 15 877           | 0,2              | 12 300           | 0,14             |  |
| Udins                                                        | 2 445            | 0,1              | 6 464            | 0,2              | 3 202            | 0,1              | 5 492            | 0,1              | 5 841            | 0,1              | 6 125            | 0,1              | 4 152            | 0,1              | 3 800            | 0,04             |  |
| Géorgiens                                                    | 9 500            | 0,4              | 10 196           | 0,3              | 9 526            | 0,3              | 13 595           | 0,3              | 11 412           | 0,2              | 14 197           | 0,2              | 14 877           | 0,2              | 9 900            | 0,11             |  |
| Juifs                                                        | 20 578           | 0,9              | 41 245           | 1,3              | 40 198           | 1,1              | 48 652           | 1,0              | 35 487           | 0,6              | 30 792           | 0,4              | 8 916            | 0,1              | 9 100            | 0,1              |  |
| Kurdes                                                       | 41 193           | 1,8              | 6 005            | 0,2              | 1 487            | 0,0              | 5 488            | 0,1              | 5 676            | 0,1              | 12 226           | 0,2              | 13 075           | 0,2              | 6 100            | 0,07             |  |
| Autres                                                       | 94 360           | 4,1              | 85 387           | 2,7              | 25 889           | 0,7              | 22 531           | 0,4              | 31 552           | 0,5              | 31 787           | 0,5              | 9 541            | 0,1              | 9 500            | 0,11             |  |
| Total                                                        | 2 314 571        | 2 314 571        | 3 205 150        | 3 205 150        | 3 697 717        | 3 697 717        | 5 117 081        | 5 117 081        | 6 026 515        | 6 026 515        | 7 021 178        | 7 021 178        | 7 953 438        | 7 953 438        | 8 922 400        | 8 922 400        |  |

## Droits linguistiques
L'article 21 (« Langue d’État ») de la section II de la Constitution de l'Azerbaïdjan stipule : 
- I. La langue azerbaïdjanaise est la langue officielle de la république d'Azerbaïdjan.
- II. La république d'Azerbaïdjan assure le développement de la langue azerbaïdjanaise.
- III. La république d'Azerbaïdjan garantit la libre utilisation et le développement d'autres langues parlées par la population.

En outre, l'article 45 (« Le droit d'utiliser la langue maternelle ») de la section III de la Constitution de l'Azerbaïdjan stipule : 
- I. Toute personne a le droit d'utiliser la langue maternelle. Chacun a le droit d'être élevé et de recevoir une éducation, de participer à des activités créatives en langue maternelle.
- II. Personne ne peut être privé du droit d'utiliser la langue maternelle.

Selon le rapport de 2007 de la Commission contre le racisme et l'intolérance du Conseil de l'Europe (ECRI):
« Les langues des minorités nationales vivant en Azerbaïdjan sont enseignées dans les écoles publiques des régions où ces minorités vivent de manière compacte. En général, deux heures par semaine sont consacrées à l'enseignement des langues minoritaires de la première à la quatrième année. Outre un grand nombre d'écoles russes, en particulier dans la capitale Bakou, il existe également des écoles géorgiennes et juives en Azerbaïdjan. L'ECRI note que les autorités azerbaïdjanaises ont récemment fait des efforts pour améliorer la qualité de l'enseignement de plusieurs langues minoritaires, notamment Lezgin et Talych. Ils ont publié des manuels dans ces langues pour remplacer les manuels anciens ou étrangers qui n'étaient pas appropriés. Cependant, selon plusieurs sources, les manuels d'apprentissage d'autres langues minoritaires telles que Tat et Avar ne sont toujours pas adaptés. En outre, il y a trop peu d'enseignants pour ces langues minoritaires et les enseignants sont peu formés. Les autorités azerbaïdjanaises ont déclaré que le Ministère de l'éducation prenait des mesures pour améliorer la situation sur ces questions ».
Selon d'autres rapports, il y a eu plusieurs plaintes de troubles ethniques en Azerbaïdjan en raison de la politique d'assimilation du gouvernement et de son traitement des minorités. Entre autres les Avars, Talych, Kurdes et Tats.

## Assimilation
Selon le livre de 1998 Minorités linguistiques en Europe centrale et orientale : 
« En 1993, il y a eu une tentative pour restaurer officiellement l'écriture latine; très peu de gens ont préconisé l'écriture arabe. Les locuteurs de kryzi et de khinalig, ainsi que la plupart des Tsakhurs, sont bilingues et ont tendance à s'assimiler aux Azéris. Il en est de même pour les locuteurs de Tat, et un peu moins pour le Talych. Au moins, il n'y a aucune reconnaissance officielle, enseignement ou publication dans ces langues sous quelque forme que ce soit. Les Lezghuis en Azerbaïdjan se battent très résolument pour leur renouveau linguistique, mais avec peu de succès. Généralement, il existe une politique dominante d'assimilation forcée de toutes les minorités, y compris les Talych, les Tat, les Kurdes et les Lezgins. Il y a peu ou pas de résistance à l'assimilation du Kryzi, du Khinalig, du Tsakhurs ou du Tat, et pas beaucoup de résistance du Talych. Il y a des efforts désespérés de résistance de l'Udin, une résistance opiniâtre des Kurdes, et une lutte extrêmement active des Lezgins, qui veulent séparer les districts peuplés de Lezgui du Daghestan et de l'Azerbaïdjan afin de créer une république autonome avec Lezgui comme langue d’État ».
L'expert russe sur la question des nationalités, Valery Tichkov, a déclaré que l'Azerbaïdjan est l'un des plus grands assimilateurs des anciennes républiques soviétiques, les deux autres étant la Géorgie et l'Ouzbékistan.
Selon l'analyste de l'organisation Radio Free Europe Liz Fuller, plusieurs représentants ethniques azerbaïdjanais (comme Makhamad Gusseinov du Conseil national Avar) ont exprimé leur inquiétude face à l'assimilation forcée et au nettoyage ethnique afin d'assurer la prédominance des Turcs azerbaïdjanais dans le pays sur Lezghuis, Avars, Talych, Tats, Kurdes et autres minorités.

## Arméniens
La grande majorité des Arméniens d'Azerbaïdjan vivent dans un territoire contrôlé par la région sécessionniste du Haut-Karabakh (environ 137 000 en 2005).
Selon des sources non officielles, le nombre d'Arméniens vivant sur le territoire azerbaïdjanais en dehors du Haut-Karabakh est d'environ 2 000 à 3 000, et comprend presque exclusivement des personnes mariées aux Azéris ou d'origine mixte arméno-azerbaïdjanaise. Le nombre d'Arméniens qui ne sont probablement pas mariés aux Azéris et qui ne sont pas d'origine mixte arménienne-azérie est estimé à 645 (36 hommes et 609 femmes) et plus de la moitié (378 ou 59 % des Arméniens en Azerbaïdjan en dehors du Haut-Karabakh) vivent à Bakou et le reste dans les zones rurales. Ils sont susceptibles d'être les personnes âgées et malades, et n'ont probablement aucun autre membre de la famille. Les Arméniens d'Azerbaïdjan courent de grands risques tant que le conflit du Haut-Karabakh ne sera pas réglé,,.

## Talyches
Selon un recensement de 1926, il y avait 77 039 Talyches en RSS d'Azerbaïdjan. De 1959 à 1989, les Talyches ne figuraient dans aucun recensement comme groupe ethnique distinct, mais ils faisaient plutôt partie des Azéris de langue turcophone, bien que les Talyches parlent une langue iranienne. En 1999, le gouvernement azerbaïdjanais a déclaré qu'il n'y avait que 76 800 Talyches en Azerbaïdjan, mais on estime que cette sous-représentation est due à la difficulté de s'inscrire en tant que Talych. Certains prétendent que la population du Talyches qui habite les régions du sud de l'Azerbaïdjan est de 500 000 habitants. Les nationalistes Talych ont toujours affirmé que le nombre de Talyches en Azerbaïdjan est nettement plus élevé que les statistiques officielles,.
L'obtention de statistiques précises est difficile, en raison de l'indisponibilité de sources fiables, des mariages mixtes et du déclin de la langue Talyches et Radio Free Europe / Radio Liberty ont exprimé leurs inquiétudes concernant l'arrestation de Novruzali Mamedov, président du Talych Cultural Centre et rédacteur en chef du journal Tolychi Sado,,,.

### En Azerbaïdjan RSS
L'identité de Talych a été fortement supprimée pendant les temps soviétiques. Au début de la période soviétique, il y avait des écoles moyennes Talych, un journal appelé Talych Rouge et plusieurs livres en langue talyche publiés, mais à la fin des années 1930, ces écoles étaient fermées et l'identité Talych n'a pas été reconnue dans les statistiques officielles, le talyche étant classé comme «azerbaïdjanais».

### De 1991 à aujourd'hui
La répression historique de l'identité et l'incapacité à pratiquer leur culture et leur langue ont conduit les Talyches à une auto-répression intériorisée. Cela rend difficile l'évaluation de tout type de mouvement talych. Selon Hema Kotecha, beaucoup de Talyches craignent d'être associés à la république autonome séparatiste Talych-Mughan, à la Russie, ou à l'Arménie s'ils reconnaissent ou tentent de parler de leurs croyances dans la sphère publique. Un exemple de la répression actuelle était lorsqu'une école de Lerik voulait inviter un poète de Lankaran à organiser une fête en son honneur et à parler à des enfants; on a dit au directeur qu'il serait anéanti si l'événement avait lieu. La peur de la police est également un autre facteur de ce silence, bien que le soutien à une démocratie laïque et les sentiments azerbaïdjanais-talych partagés à l'égard du Haut-Karabakh y contribuent également.

## Lezghiens
Les Lezghiens sont la plus grande minorité ethnique en Azerbaïdjan. Selon le HCR, les Lezghiens représentent 40 % de la population des régions de Qousar et de Khatchmaz (en), et le Grand Bakou compte 1,8 % de Lezghiens. Les statistiques officielles du gouvernement azerbaïdjanais indiquent que la population de  ne représente que 2 % de la population totale du pays, ce qui porte le nombre à 178 000, mais ce chiffre pourrait doubler. Arif Younous suggère que le chiffre est plus proche de 250 000-260 000, alors que certains nationalistes lezghiens affirment qu'ils sont plus de 700 000. La ville de Qoussar est lesghienne à environ 90-95 %, selon le bureau local du Comité Helsinki de l'ONG.

Selon le Centre pour le développement international et la gestion des conflits à l'Université du Maryland : 
« Bien que beaucoup craignaient que les revendications lezghienne de création d'un « Lezghistan » indépendant se traduirait par une autre guerre sécessionniste en Azerbaïdjan, ces craintes se sont jusqu'ici révélées injustifiées. Il semble actuellement moins probable que jamais que les Lezghiens recourent à une action collective soutenue pour répondre à leurs griefs, bien que des incidents isolés se produisent. Au cours des huit dernières années, ils n'ont mené aucune protestation sérieuse et seulement deux incidents de violence ; ils ont également montré une volonté de négocier et de faire des compromis sur leurs demandes les plus insolubles. Les mouvements nationalistes lezghiens ne bénéficient pas d'un large soutien parmi les Lezghiens qui ne sont pas bien organisés au niveau local ».
Selon Thomas de Waal : 
« Bien qu'il n'y ait aucune politique discriminatoire à leur égard, la campagne lezghienne pour l'autonomie culturelle nationale est vivement rejetée par les autorités azerbaïdjanaises. Les Lezghiens du Daghestan craignent que l'existence continue de leur ethnie en Azerbaïdjan en tant que communauté distincte soit menacée par ce qu'ils considèrent comme une politique nationaliste turque d'assimilation forcée. Les tensions interethniques entre Lezghiens et Azéris se sont également répandues de l'Azerbaïdjan au Daghestan. Ils ont commencé en 1992 lorsque le Front populaire est arrivé au pouvoir en Azerbaïdjan, mais a atteint un sommet au milieu de 1994, le temps des lourdes pertes sur le front du Karabakh. En mai de la même année, des affrontements violents ont eu lieu à Derbent (Daghestan) et en juin dans la région de Goussar, en Azerbaïdjan. Depuis lors, la situation s'est stabilisée, bien que les autorités azerbaïdjanaises affirment un lien entre les militants Lezghiens et les Arméniens du Karabakh et qu'un nuage de suspicion entoure la communauté lesghienne en Azerbaïdjan ».
- Sous-groupes : Tsakhours

## Kurdes
La présence des Kurdes en Azerbaïdjan remonte au IXe siècle. La région située entre le Karabakh et Zanguezur a été habitée par des tribus kurdes nomades au début du XIXe siècle, lorsqu'une nouvelle vague de migrantes kurdes comptant 600 familles dirigées par Mihamed Sefi Siltan s'est déplacée vers le khanat du Karabakh depuis la Perse. Un plus petit nombre d'entre eux ont également déménagé ici en 1885 de l'Empire ottoman.
Il y avait environ 41 000 Kurdes résidant en Azerbaïdjan pendant l'ère soviétique. Les Kurdes locaux ont toujours été en bons termes avec la majorité azerbaïdjanaise, une station de radio kurde, un journal et de nombreuses écoles tentent de maintenir la culture kurde en vie, mais moins de familles se donnent la peine d'enseigner leur langue maternelle.

D'après Thomas de Waal : 

« Les plus petites nationalités, comme les Kurdes, se sont également plaintes d'assimilation. Dans les années 1920, les Kurdes d'Azerbaïdjan avaient leur propre région, connue sous le nom de Kurdistan rouge, à l'ouest du Nagorny Karabakh; en 1930, il a été aboli et la plupart des Kurdes ont été progressivement recatégorisés comme Azerbaïdjanais. Un dirigeant kurde estime qu'il y a actuellement 200 000 Kurdes en Azerbaïdjan, mais les statistiques officielles n'enregistrent qu'environ 12 000 Kurdes. »

 Les zones géographiques de concentration des Kurdes en Azerbaïdjan étaient les districts de Kelbajar, Latchin, Goubadli et Zanguilan, pris en sandwich entre l'Arménie et la région du Haut-Karabakh en Azerbaïdjan. Au cours de la guerre du Nagorno-Karabakh, ces régions ont été soumises à l'occupation des forces arméniennes. En conséquence, les Kurdes ainsi que l'ensemble de la population azerbaïdjanaise de ces régions ont été déplacés vers d'autres parties de l'Azerbaïdjan.
Dans les années 1920, la communauté kurde en Azerbaïdjan a considérablement diminué, quand beaucoup d'entre eux ont déménagé en Arménie où des villages kurdes ont été créés. Dans les années 1920, la communauté kurde en Azerbaïdjan a été considérablement réduite, quand beaucoup d'entre eux ont déménagé en Arménie où des villages kurdes ont été créés. À peu près à la même époque, les Kurdes d'Azerbaïdjan avaient leur propre région appelée le Kurdistan rouge dans la région de Latchine, qui se trouvait à l'ouest du Karabakh. En fait, Lachine avec les principales villes Kalbajar, Goubadli et Zanguilan et les sous-divisions administratives de Karakuchlak, Koturli, Murad-Khanli et Kurd-Haji étaient principalement habitées par les Kurdes. En 1930, il fut aboli et la plupart des Kurdes restants furent progressivement reclassés en Azerbaïdjanais. À la fin des années 1930, les autorités soviétiques ont déporté la majeure partie de la population kurde d'Azerbaïdjan et d'Arménie vers le Kazakhstan, et les Kurdes de Géorgie ont également été victimes des purges de Staline en 1944.
Le problème est que le bilan historique des Kurdes en Azerbaïdjan est rempli de lacunes. Par exemple, en 1979, selon le recensement, aucun Kurde n'a été enregistré. Non seulement la Turquie et l'Azerbaïdjan ont poursuivi une politique identique contre les Kurdes, mais ils ont même utilisé des techniques identiques comme l'assimilation forcée, la manipulation des chiffres de population, l'installation de non-Kurdes dans des régions à prédominance kurde, la suppression des publications et l'abolition du kurde comme langue d'instruction dans les écoles. Les figures historiques kurdes telles que Charaf Khan de Bitlis et Ahmad Khani et la dynastie de Chaddadid dans son ensemble ont été décrites comme Azeris. Les Kurdes qui ont conservé la nationalité «kurde» sur leur passeport interne par opposition à «azéri» n'ont pas pu trouver d'emploi.

## Russes
Les Russes sont la deuxième plus grande minorité ethnique en Azerbaïdjan et est également la plus grande communauté russe du Caucase du Sud et l'une des plus importantes en dehors de la Russie. Depuis leur arrivée à la fin du dix-huitième siècle, les Russes ont joué un rôle important dans toutes les sphères de la vie, en particulier pendant la période tsariste et soviétique, en particulier dans la capitale, la ville de Bakou.
Les événements de janvier noir, le ralentissement économique et la guerre avec l'Arménie, conjugués au pessimisme croissant et à la gêne psychologique, et la pression des réfugiés azerbaïdjanais d'Arménie et des Azéris déplacés internes du Haut-Karabakh et des territoires adjacents, ont conduit à l'exode. Population russophone d'Azerbaïdjan. Entre 1989 et 1999, le nombre de la population russe est passé de 392 000 à 142 000. En 2009, la population russe comptait 119 300 personnes.
Dans une interview accordée le 21 juillet 2005, un représentant de la communauté Molokan[Lequel ?] (russe) a déclaré qu'il n'y avait pas de conflit entre les Russes et les Azéris en Azerbaïdjan et que « il n'y a pas d'intolérance à la langue russe, la culture ou le peuple », selon un responsable parlementaire. De même, Interfax News Service, le 6 juillet 2004, a rapporté qu'un représentant du ministère russe des Affaires étrangères a déclaré : « Nous, les Russes, n'avons pas de problèmes particuliers en Azerbaïdjan ».

## Juifs
- Histoire des Juifs en Azerbaïdjan (environ 10 000 en 2002 (dont 4 500 ashkénazes récents) et 6 500 en 2010)
- Juifs des montagnes mizrahim, d'implantation ancienne, de langue juhuri (5 500 en 2002)
- Relations entre l'Azerbaïdjan et Israël

## Autres minorités
- Akhvakhs (en), Atluatii ou Ashvado
- Avars (environ 49 000)
- Ayrums (en)
- Budukhs (en)
- Garachis (en) (romani musulmans)
- Jeks (en) (Shahdaghs)
- Karadaghis (en)
- Karapapakhs (en)
- Khinalugs
- Kryts people (en) (/Gryts)
- Meskhètes (environ 100 000)
- Oudis (environ 4 000)
- Qizilbash
- Routouls (environ 25 000)
- Shahdaghs (en)
- Shahsevans (en)
- Tats (<10 000), et Arméno-Tats (en)
- Turcs non-Meskhètes en Azerbaïdjan (en) (38 000)
- Géorgiens et Ingiloys
- Grecs en Azerbaïjans (en), Pontiques ou du Caucase
- Russes, Ukrainiens, Polonais
- Tatars (25 000)